# Pietro Bernini

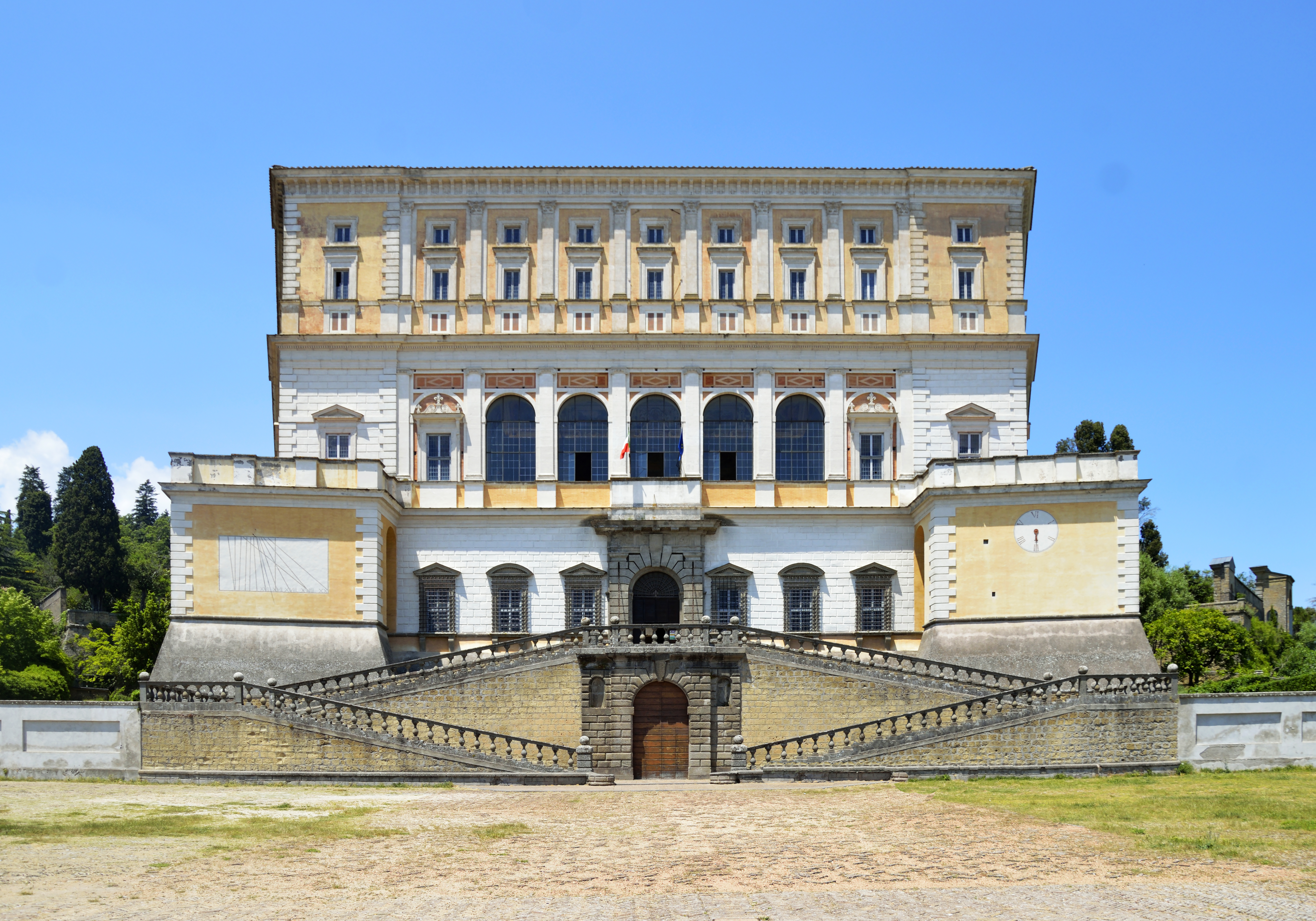
Palazzo Farnese, Caprarola

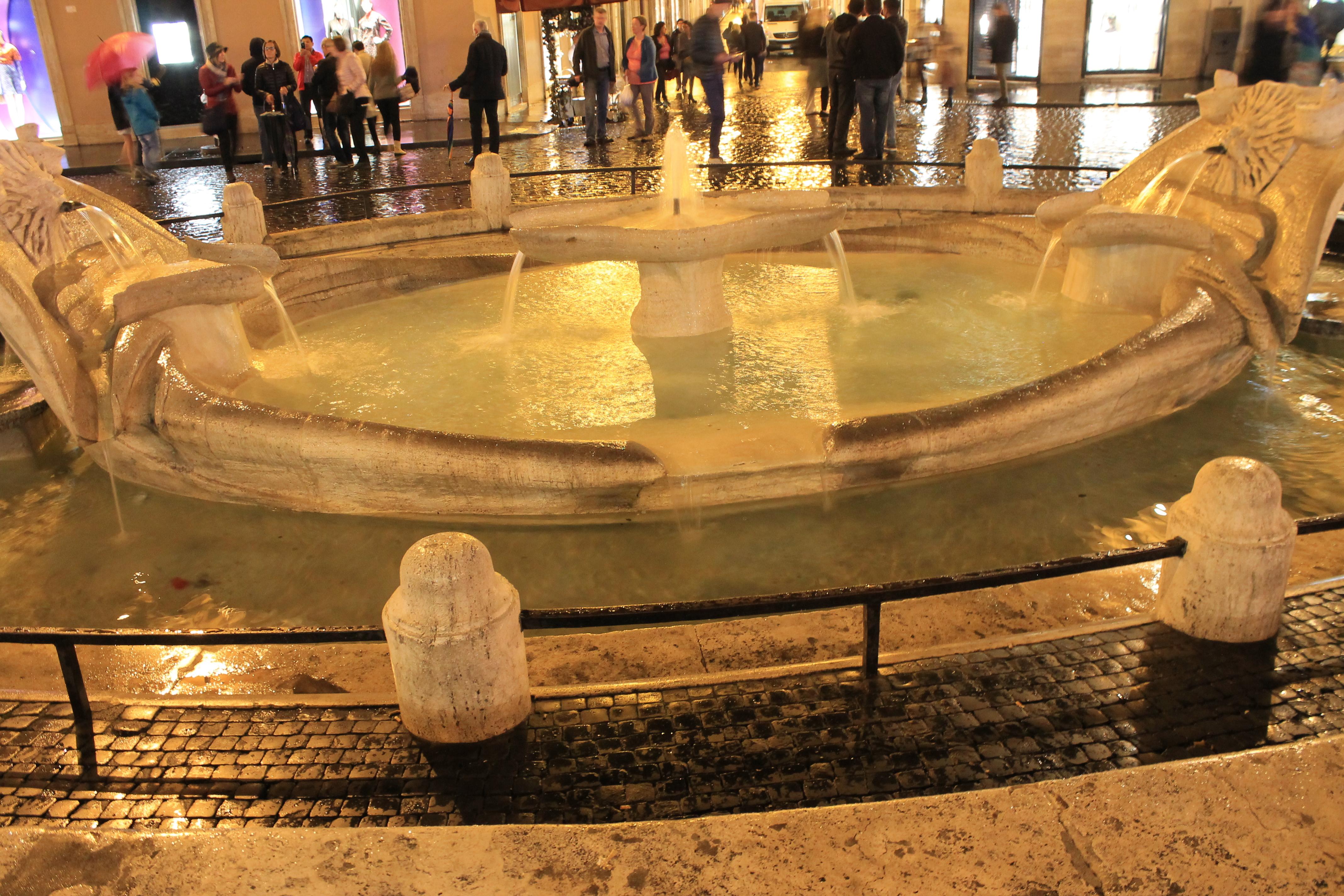
A Barcaccia-kút

Pietro Bernini (Sesto Fiorentino, Olaszország, 1562. május 6. - Róma, 1629. augusztus 29.) olasz szobrász és festő, Giovanni Lorenzo Bernini édesapja.

## Életpályája
Fesőként az 1580-as években Antonio Tempestának   segédkezett a caprarolai Farnese-palota és feltehetően a Vatikán díszítésében. 1584-től Nápolyban együtt dolgozott M. Naccherinóval, Nápoly vezető szobrászával; két kutat alkotott, valamint a Farnese-kápolna (Gesù nuevo) és a Monte de Pieta templom homlokzatának szobrait faragta. Nápolyban született 1598-ban a fia, Giovanni Lorenzo Bernini is, aki kezdetben apjánál tanult. 
1605 körül a család Scipione Caffarelli-Borghese bíboros meghívására Rómába költözött, ahol az ugyancsak a Borghese-családban született V. Pál pápa néhány jelentősebb munkával bízta meg apját. Ezek közül a legismertebb a Fontana della Barcaccia díszkútja , amely a Piazza di Spagnán található.  (A hajó formájú barokk szökőkút Pietro Bernini és Giovanni Lorenzo Bernini közös alkotása. 1629-ben készült, VIII. Orbán pápa megrendelésére. Építésének előzménye, hogy a Tiberis 1598 karácsonyán kilépett a medréből és egy hajót sodort a mai szökőkút helyére.). Az akkor még csak 12 éves Giovanni Lorenzo Bernini a kezdetektől fogva  segített apjának, így a  Santa Maria Maggiore-bazilika Paolina-kápolnájában, majd a Villa Borghese különféle munkáiban is.
Rómában 1606-tól 1611-ig a Santa Maria Maggiore keresztelőkápolnájának Assunta reliefjét, VII. Kelemen koronázását ábrázoló domborművét, négy kariatidát, a Sant Andrea della Valle templom Keresztelő Szent Jánosát (1616) és Bellarmin bíboros síremlékének két allegóriáját (1623, Gesù) alkotta.